# Babakan (Karanglewas)
Babakan is een bestuurslaag in het regentschap Banyumas van de provincie Midden-Java, Indonesië. Babakan telt 4773 inwoners (volkstelling 2010).